# Rhigospira
Rhigospira é um género botânico pertencente à família Apocynaceae.